# Antonio Ullo
Antonio Ullo (Italia, 7 de enero de 1963) es un atleta italiano retirado especializado en la prueba de 60 m, en la que consiguió ser medallista de bronce europeo en pista cubierta en 1987.

## Carrera deportiva
En el Campeonato Europeo de Atletismo en Pista Cubierta de 1987 ganó la medalla de bronce en los 60 metros, con un tiempo de 6.61 segundos, tras el polaco Marian Woronin  (oro con 6.51 segundos) y su paisano italiano Pierfrancesco Pavoni.